# 人口移動

2015 ～ 2020 年の年間純移動率。2019年の国連予測。

人口移動（じんこういどう、英語: migration）は、地域間における、居住地変更を伴う人の移動のことである。地域人口の変化に大きな影響を与える現象であり、人口地理学の主要な研究テーマの1つである。
主要な要因としては、侵攻、征服、植民地化、出国移民（emigration）/入国移民（immigration）が挙げられる

## 原因
人口移動には、強制移動（forced migration）と自発移動（free migration）がある。強制移動では、弾圧や戦争に起因するものが例として挙げられる。自発移動では、進学や就職、結婚、家族の人数の増加、転職、退職などが挙げられる。
人口移動の原因として、Cadwallader (1996)では、所得格差、雇用機会、教育、年齢、生活の質、行政サービスの6つが指摘された。人々はより高い所得が得られる地域に移動する（新古典派経済学に基づく）。また、失業率が高い地域では人口流出が進行する一方、失業率が低い地域では人口流入が進行する。高学歴の人ほど人口移動が活発である。また、年齢が上昇するにつれ人口移動が起こりにくくなる。生活の質や行政サービスの高さは人口流入を促す。
人口移動の原因を考察するときに、プッシュ要因とプル要因を考えることがある。プッシュ要因とは発地から人々を押し出す地域的要因のことであり、プル要因とは着地に人々を引きつける地域的要因のことである。例えば低賃金はプッシュ要因となり、高賃金はプル要因となりえる。

## 分類
人口移動は、国内人口移動と国際人口移動に二分することができる。

### 国内人口移動

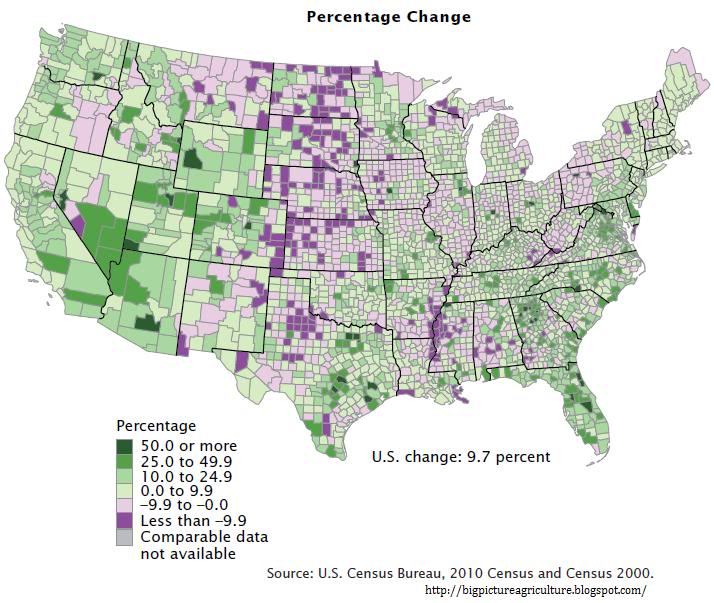
米国内での人口移動（2000-2010年）。グレートプレーンズ農村部から、都市部に大規模な人口移動が起こった。

国内人口移動（internal migration）は、国内で完結する人口移動のことである。地域人口に相互に影響をおよぼしあう要素である。

### 国際人口移動
国際人口移動（international migration）は、国境を跨ぐ人口移動のことである。Emigrationとは、他の場所に定住する目的で、居住国や居住地を離れる（永久に国を離れる）ことである。対照的にImmigrationとは、人が他の国からある国に移動する（永住する）ことである 。すなわち出国者（emigrates）は、以前の国からEmigrateし、新しい国にImmigrateする形になる。
国際人口移動の原因として、労働目的での発展途上国から先進国への人口移動が挙げられる。ただし、現在の国際人口移動の原因はこれだけに限らず、熟練労働者や留学など多種の理由での人口移動が行われている。
国際人口移動の増大の原因として、航空交通の発展により高速・安価で移動できるようになったことや、冷戦の終結などが挙げられる。

## 移動の法則
人口移動に関する最古の体系的な研究として、エルンスト・ゲオルク・ラベンスタインによる移動の法則の研究が挙げられる。ラベンスタインは、1841年イギリスセンサスの出生地統計データなどを用いて人口移動の研究を行った。1885年の論文で、人口移動の多くは短距離移動であることや、距離に応じて移動者数が減少することなど、移動の法則が提示された。

## 人口移動研究

### 研究法
人口移動の研究法は、大きく2つに分けられ、重力モデルや空間的相互作用モデルなどを利用して統計データを定量的に分析する方法と、聞き取り調査をもとに個人の移動の経歴を分析していく定性的な方法が存在する。

### 日本
日本の地理学の研究において、論文タイトルで「人口移動」が含まれる最古のものは、吉村 (1930)とされる。ただし、昭和初期の日本の地理学でも人口移動に関する研究が複数行われたものの、地理学の中ではあまり盛んではなかった。
戦後の日本では、地理学における人口移動の研究が重視されるようになり、日本全国を対象地域とした人口移動の研究などが行われるようになった。この研究では人口移動の中心核となっていた東京と大阪における人口移動の勢力圏の解明が行われたが、東京の勢力圏が東日本から日本全国に拡大したこと(高山 1956)、北九州や名古屋などの都市が人口移動の中心核としての地位を高めていったこと(堀川 1968)などが明らかになった。
1970年以降の日本では、地方圏から大都市圏への人口移動の収束（「人口移動の構造転換」とよばれる）など、日本国内での人口移動の状況変化を指摘する研究がみられた。また、空間的相互作用モデルなどを用いた計量地理学的な人口移動研究や、大都市圏内部での人口の郊外化や都心回帰といった人口移動の研究、国際人口移動の研究や人口移動のメカニズムの研究などが行われてきた。この他、人口移動に関わる一個人の意思決定に着目した、行動論的アプローチに基づく人口移動研究も行われている。